# Fan the Flame (Part 1)
Fan the Flame (Part 1) es el quinto álbum de estudio de la banda británica Dead or Alive publicado en 1990 por Epic Records. El álbum contiene un ligero cambio en el estilo musical de Dead or Alive, más conocido por canciones Hi-NRG y dance pop. Fan the Flame (Part 1) contiene más canciones de medio tiempo y contenido melancólicamente lírico. Las voces masculinas de fondo en «Total Stranger» fueron interpretadas por el grupo de pop británico Londonbeat y el London Community Gospel Choir aportó voces de fondo para «Unhappy Birthday».
Las canciones «Unhappy Birthday» y «Gone 2 Long» fueron regrabadas como pistas dance de ritmo rápido para su próximo álbum Nukleopatra.
Fan the Flame (Part 2) fue grabado pero nunca publicado, y es confundido frecuentemente con el álbum acústico Love Pete, que estuvo a la venta durante una gira por los Estados Unidos en 1992 y desde entonces ha sido ampliamente grabado de forma pirata con el título Fan the Flame (Part 2): The Acoustic Sessions. En su autobiografía, Pete Burns critica fuertemente su posterior distribución ilegal y a aquellos fans que continúan comprándolo.
En Japón publicaron los sencillos «Your Sweetness (Is Your Weakness)» (JPN#3), «Unhappy Birthday» (JPN#14) y «Gone 2 Long» (JPN#18). El álbum alcanzó la vigésimo séptima posición en la lista musical japonesa.
Este álbum debutó por primera vez en Europa y en América en el año 2016 en formato de CD y por primera vez, en formato de disco de vinilo, aparte con un nuevo diseño de la portada. Incluido en el boxset de antología "Sophisticated Boom Box 2016". En esta versión se incluye mezclas inéditas y una canción nunca antes lanzada en CD. Esta canción se llama igual que el álbum: "Fan the Flame" que fue grabada con la cantante alemana Gina X. Solo fue parte de la intermisión de la gira "Fan the Flame Tour" en 1990.
En 2020, fue publicada una edición especial en vinilo por motivo de los 30 años de aniversario del álbum.

## Lista de canciones
| LP y CD Original 1990 |                                       |              |          |  |
| N.º                   | Título                                | Escritor(es) | Duración |  |
| 1.                    | «Your Sweetness (Is Your Weakness)»   |              | 5:50     |  |
| 2.                    | «Unhappy Birthday»                    |              | 6:47     |  |
| 3.                    | «Gone 2 Long»                         |              | 5:45     |  |
| 4.                    | «Total Stranger»                      |              | 7:04     |  |
| 5.                    | «Lucky Day»                           |              | 7:55     |  |
| 6.                    | «What Have U Done (2 Make Me Change)» |              | 6:15     |  |
| 7.                    | «And Then I Met U»                    |              | 8:04     |  |
| 8.                    | «Blue Christmas»                      |              | 3:56     |  |

| Sophisticated Boom Box bonus track |                           |              |          |  |
| N.º                                | Título                    | Escritor(es) | Duración |  |
| 1.                                 | «Fan the Flame» (inédito) |              | 3:50     |  |

| Invincible bonus track |                                   |              |          |  |
| N.º                    | Título                            | Escritor(es) | Duración |  |
| 9.                     | «My Love's on the Line» (inédito) |              | 6:28     |  |

## Créditos
- Pete Burns - Voz
- Steve Coy - Batería
- Peter Oxendale - Teclado
- Billy Currie - Viola eléctrica
- Tracey Ackerman - Coros
- Londonbeat - Coros (Masculinos)
- London Community Gospel Choir - Coros (Adicionales)
- Tim Weidner - Coproductor
- Mickey Mulligan - Ingeniero (Adicional)

- Datos: Q515108